# Nearchos
Nearchos, eller Nearchus, son till Androtimos, född på Kreta, var Alexander den stores amiral. 
Han var nära vän till Alexander, och erhöll befälet över den flotta som 326-325 f.Kr. vid återtåget från Indien längs Indiska oceanens kust seglade in i Persiska viken. Sin färd skildrade Nearchos i en för sin tid mycket pålitlig skildring.
Han förde vid Alexanders död fram dennes son (och sin svåger) Herakles av Makedonien anspråk på tronen. 